# Agit 883

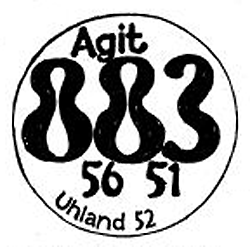
Logo der Zeitschrift Agit 883

Agit 883 56 51, später zum geläufigeren Agit 883 verkürzt, war eine anarchistisch-libertäre Zeitschrift aus der Linken Szene West-Berlins, die mit wechselnden Untertiteln und in wechselnder Zusammensetzung der Redaktion von Februar 1969 bis Februar 1972 erschien. Sie gilt in Bezug auf die gewählten Themen, ihre Sprache und die Aufmachung (Illustrationen mit Fotomontagen und Comics, libertäre Agitation) als typisches Blatt der späten Studentenbewegung. Die Zahl im Titel der Zeitschrift war die Telefonnummer der Redaktion bzw. der Wohngemeinschaft und des Mitherausgebers Dirk Schneider in der Uhlandstraße 52 in Berlin-Wilmersdorf.
Das kollektive Zeitungsprojekt wurde von Schneider nach der Erschießung des Studenten Benno Ohnesorg durch den Polizisten Karl-Heinz Kurras am 2. Juni 1967 als Plattform einer linken Gegenöffentlichkeit konzipiert und vorangetrieben. Anfangs war Agit 883, mit einer Auflage von bis zu 6000 Exemplaren, eher marxistisch orientiert und von der Kritischen Theorie inspiriert. Sie wandelte sich später in ein explizit anti-leninistisches Blatt mit anarchistischer Ausrichtung.
In Ausgabe 62 vom 5. Juni 1970 erschien in der Zeitschrift als erste öffentliche programmatische Erklärung der linksextremistischen Terrororganisation RAF der Text RAF, Die Rote Armee aufbauen! [Gründungspapier und Strategieanweisung], dessen Abdruck Holger Meins durchgesetzt hatte. Das Heft kam auf den Index und der verantwortliche Redakteur Karl musste untertauchen. Über die Frage der aktionistischen Linie und der Einstellung gegenüber der RAF zerstritt sich die letzte Redaktion und es kam im April/Mai 1971 zur Abspaltung einer Gruppe, die fortan die Zeitung Fizz herausgab. Wiederholte Beschlagnahmen der Auflagen trugen zum Ende beider Projekte bei.
Nachfolger der Agit 883 waren die kurzlebigen 883 Hannover, 883 Bremen sowie die lokalen Zeitschriften Bambule, Berliner Anzünder und Hundert Blumen.